# Фантхьет

Музей Хо Ши Мина в Фантхьете

Фантхье́т (вьет. Phan Thiết) — город в южной части Вьетнама, административный центр провинции Биньтхуан.

## Географическое положение
Фантхьет расположен на побережье Южно-Китайского моря, приблизительно в 200 км от Хошимина (Сайгона). С остальной частью Вьетнама сообщается посредством автодорог и (в меньшей степени) — морским транспортом. Есть железная дорога до Хошимина, аэропорта в городе нет.

## Население
По данным 2004 года, численность населения города составляла около 205 333 человек, однако в последующие годы этот показатель увеличился за счет естественного прироста и внутренней миграции, достигнув более 225 000 человек к 2020 году. Основную часть населения составляют вьеты (кинь), однако в городе также проживают этнические меньшинства, включая чамов и китайцев. Чамское сообщество Фантьета сохраняет традиционные культурные и религиозные обряды, связанные с индуизмом и буддизмом. Город привлекает мигрантов из сельских районов провинции Биньтхуан и соседних провинций, особенно в сферы рыболовства, туризма и сферы услуг. В то же время значительное число молодых жителей уезжает в крупные города, такие как Хошимин, в поисках работы и образования. Население Фантьета распределено неравномерно: высокая плотность характерна для прибрежных и деловых районов, тогда как окраины города представляют собой преимущественно сельскохозяйственные территории.

## Экономика
Важнейшее значение для экономики города имеют добыча и переработка рыбы, а также туризм. На участке побережья от Фантхьета до посёлка Муйне располагается одна из крупнейших во Вьетнаме курортных зон.

## Достопримечательности
Чамские башни Посахины. На окраине города Фантхьет находятся чамские башни Посахины. Были построены тямами (чамами), населявшими эти места с древности и исповедующими индуизм. До настоящего времени используются как культовые места индуистов. Архитектурный ансамбль включает в себя три башни, претерпевшие ряд реконструкций. Храмы: Богу Шиве, быку Бога Шивы — Ниньде и принцессе Посахины — действующие храмы, в которых представители малочисленной народности чамов молятся только лёжа.
Лежащий Будда на горе Таку. В 40 км от города Фантхьет на высоте 500 м возлежит самая большая во Вьетнаме статуя великого Будды Шакьямуни, изображённого в состоянии нирваны. Длина Будды — 49 метров, что напоминает о 49 ступенях на пути к самопознанию, а высота в 11 метров символизирует 11 ступеней буддизма. Эту статую строили в течение 3-х лет с 1962 по 1965 годы силами верующих, на их средства. На пути к лежащему Будде расположены также храм и жилища монахов, несколько статуй буддистских святых и священные могилы великих буддистов.
В 40 км от Фантхьета на острове расположен Маяк Кега, построенный в 1899 году французским архитектором Шенават. Высота башни маяка 35 метров, высота с холмом — 65 метров над уровнем моря. Это самый высокий и самый старый маяк в Юго-Восточной Азии.
Красный каньон, образованный из разных слоев песка, насыщен разными природными металлами. Находится по пути на белые дюны и озеро лотосов недалеко от рыбацкой деревни Муйне.
Белые дюны и озеро, у берегов которого растут лотосы.

## Галерея

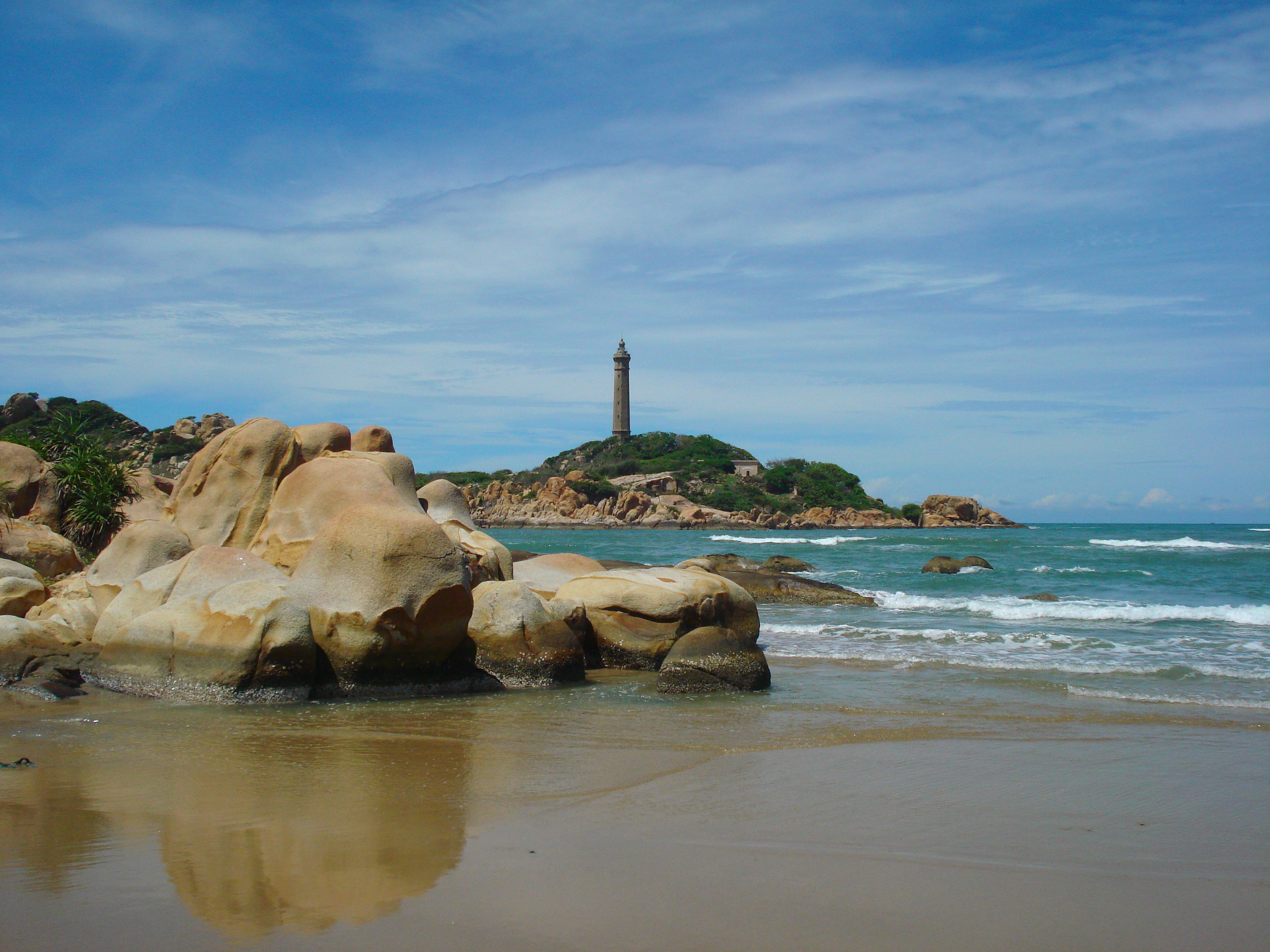
Фантхьет. Маяк Кега
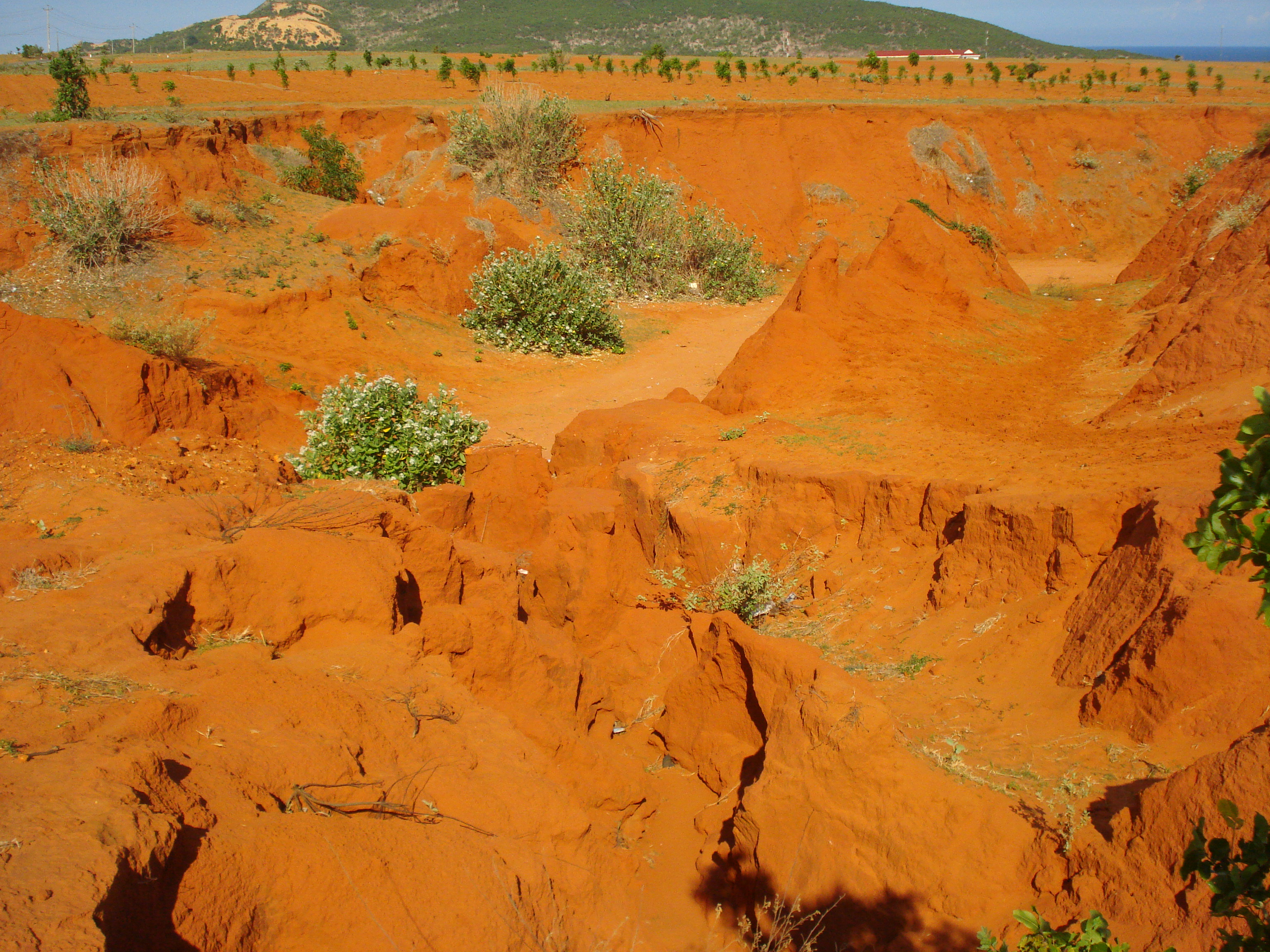
Муйне. Красный каньон по пути на белые дюны и озеро лотосов
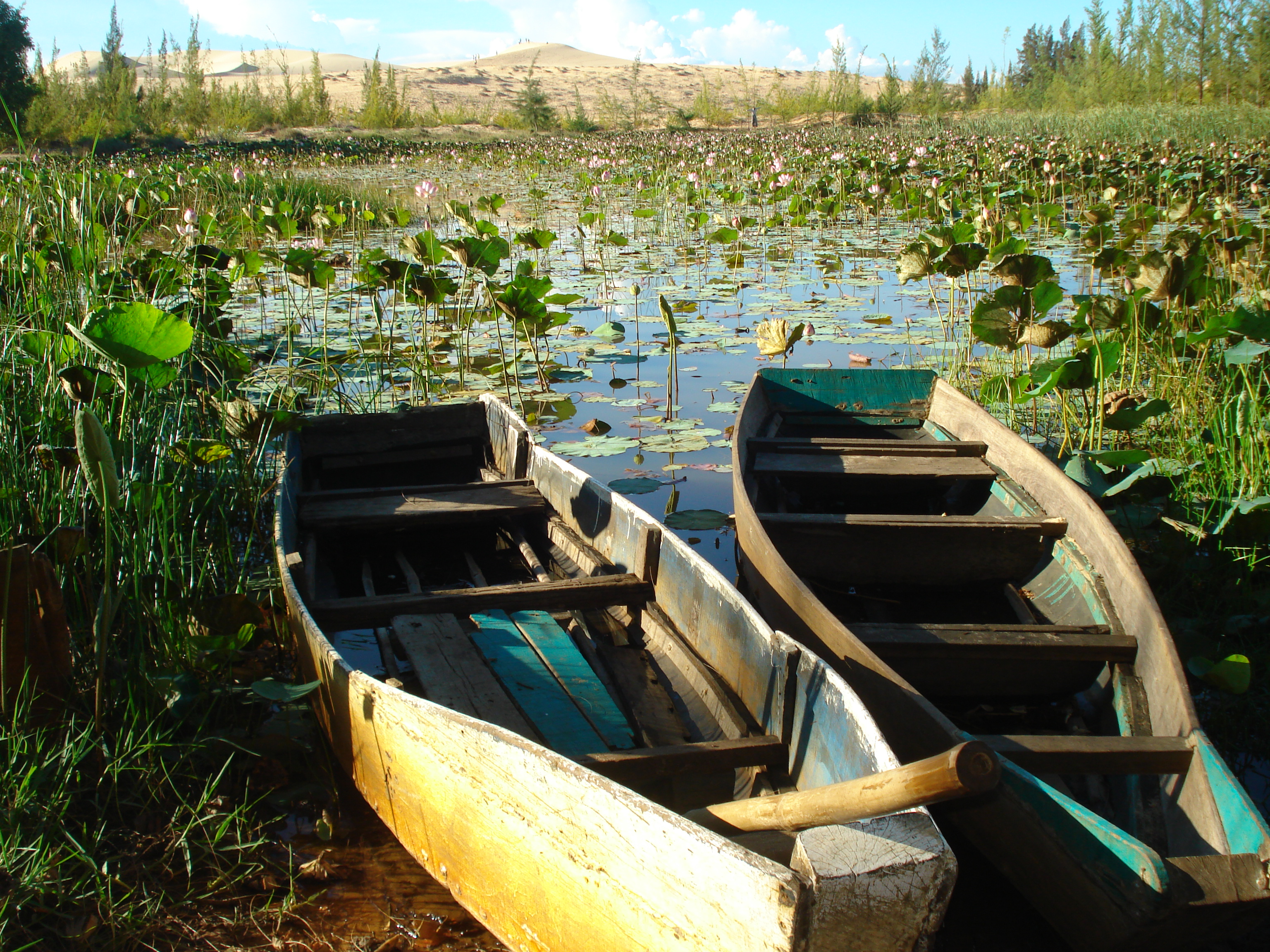
Озеро лотосов
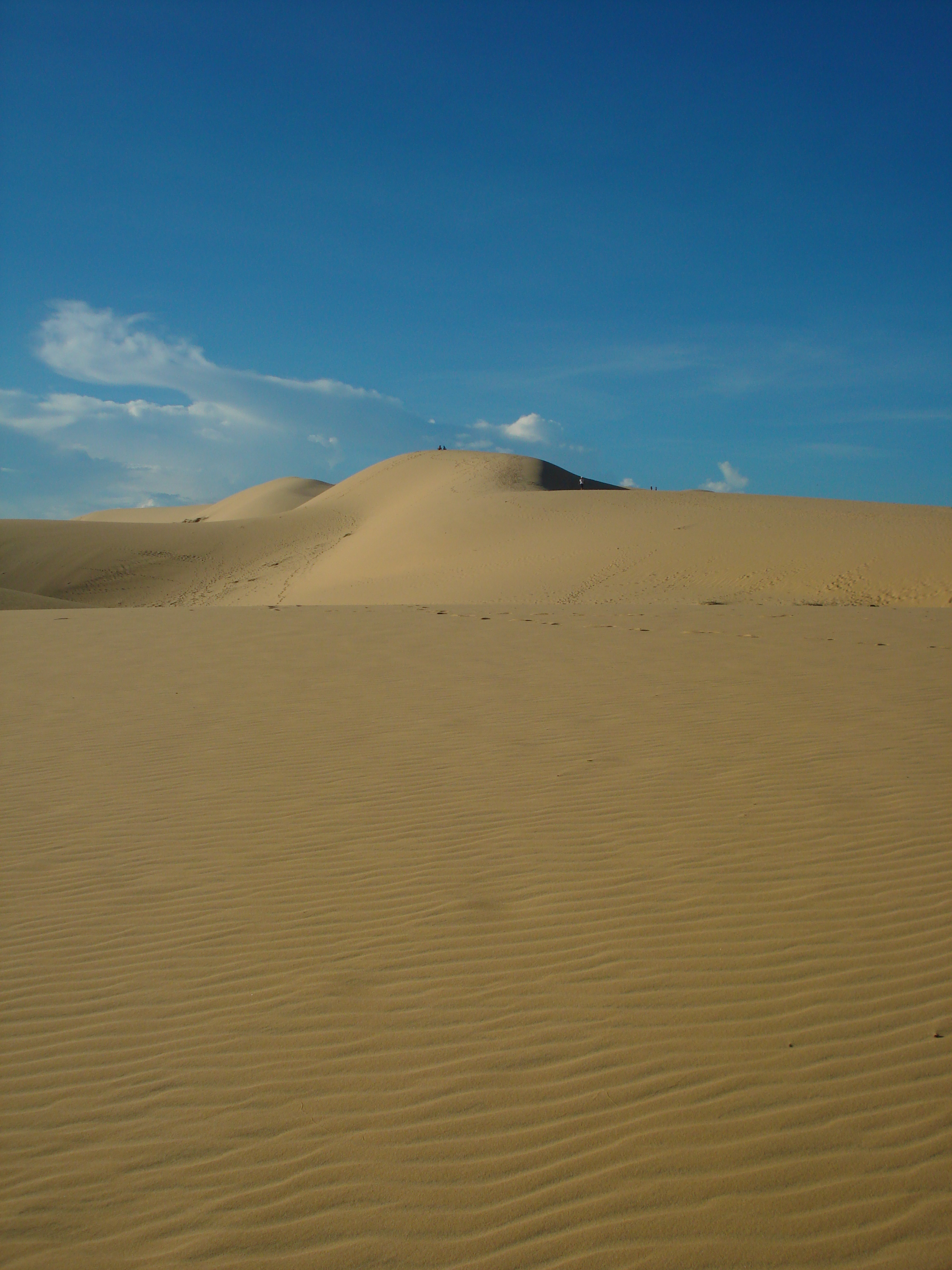
Белые дюны
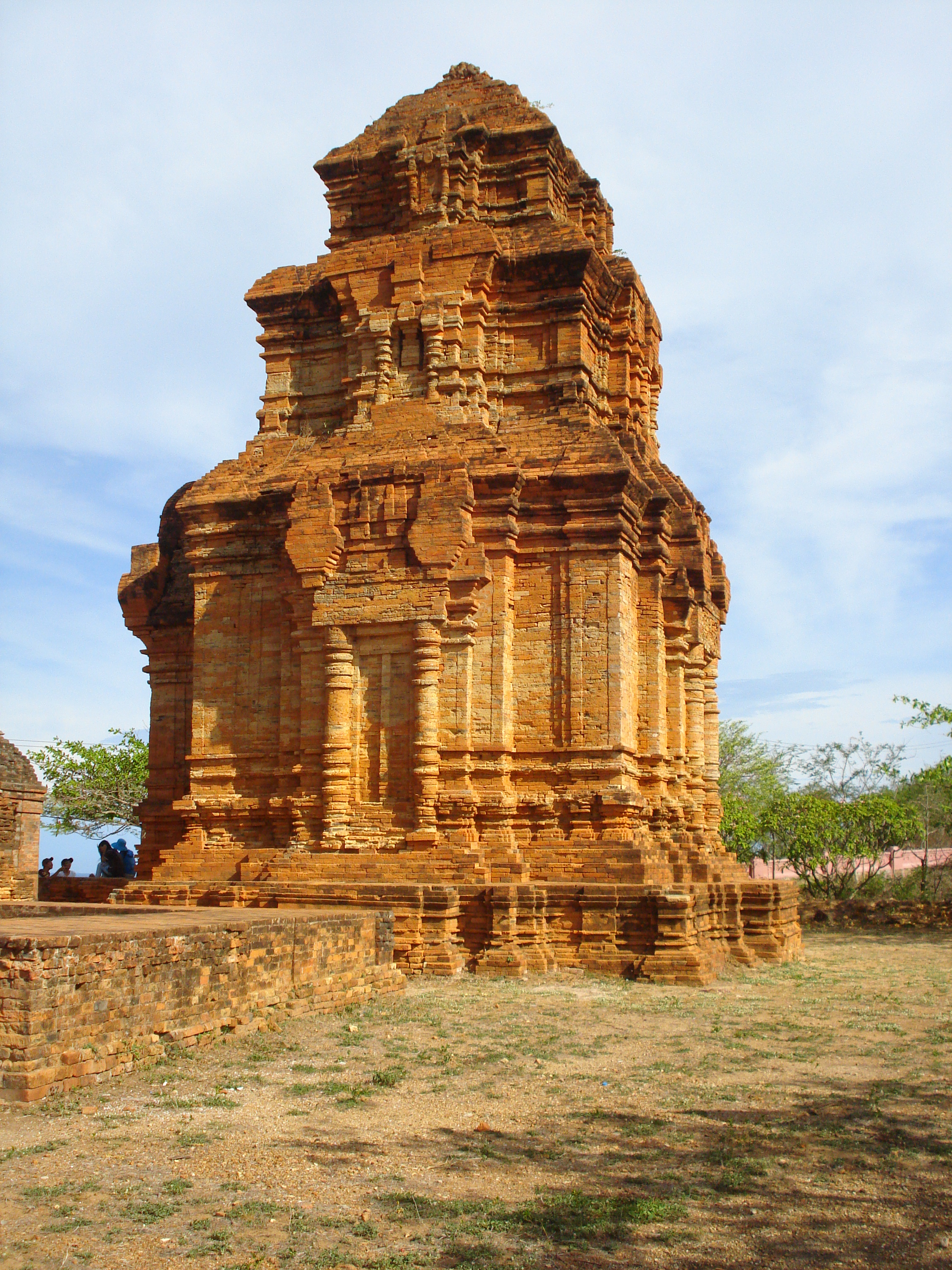
Чамские башни Посахины недалеко от Фантхьета
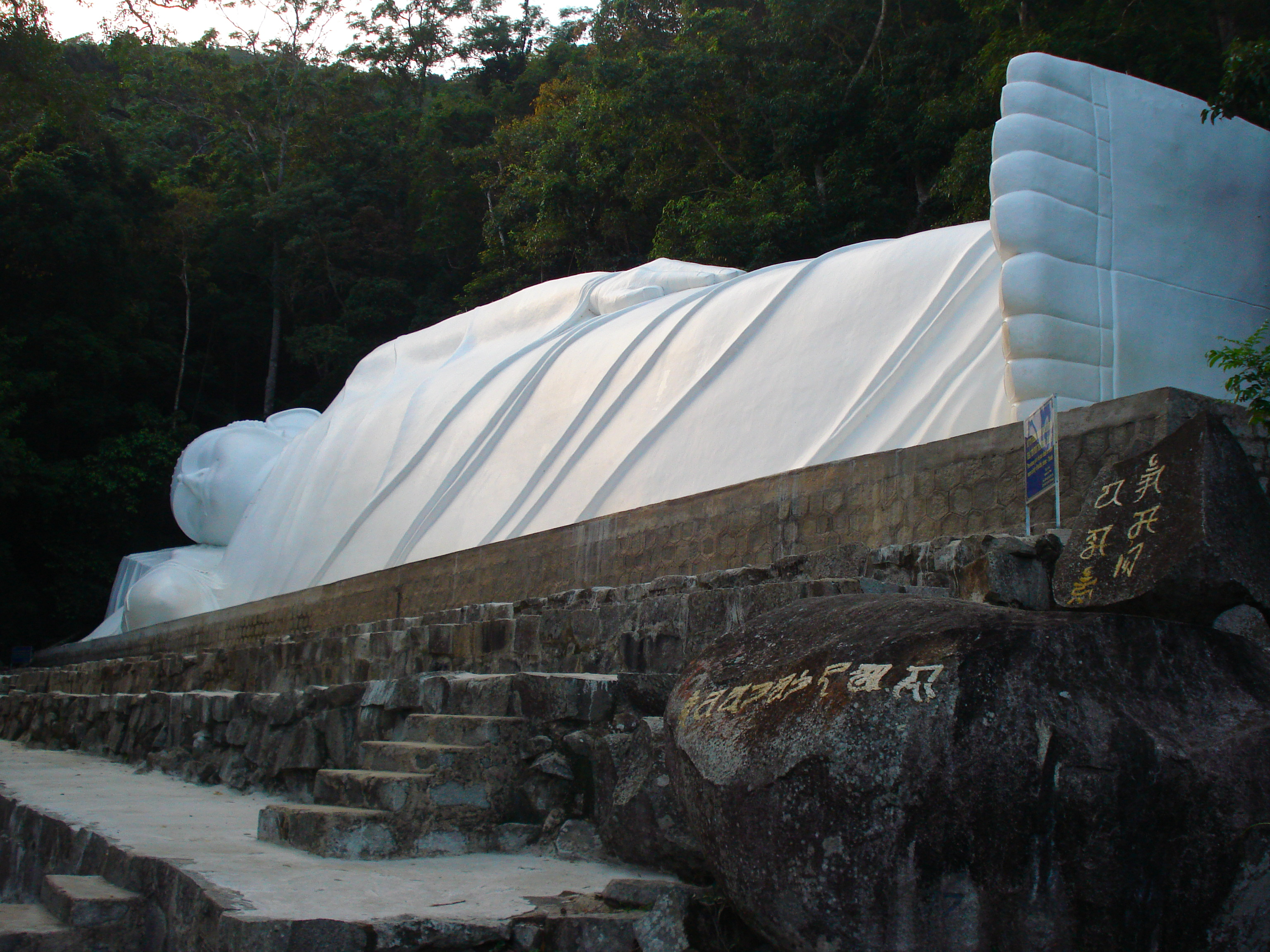
Гора Таку, Фантхьет. Статуя лежащего Будды
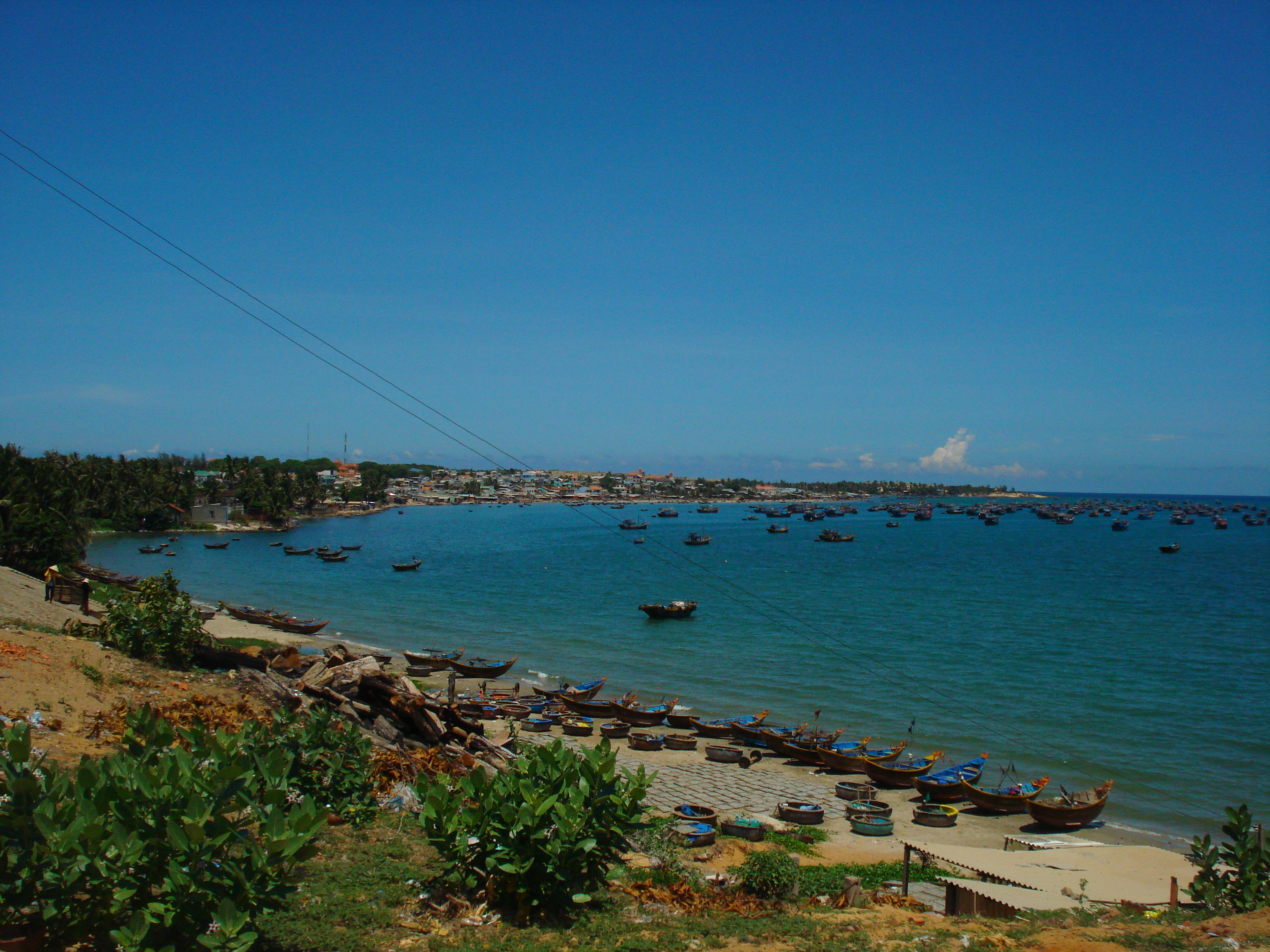
Вид на рыбацкий посёлок Муйне
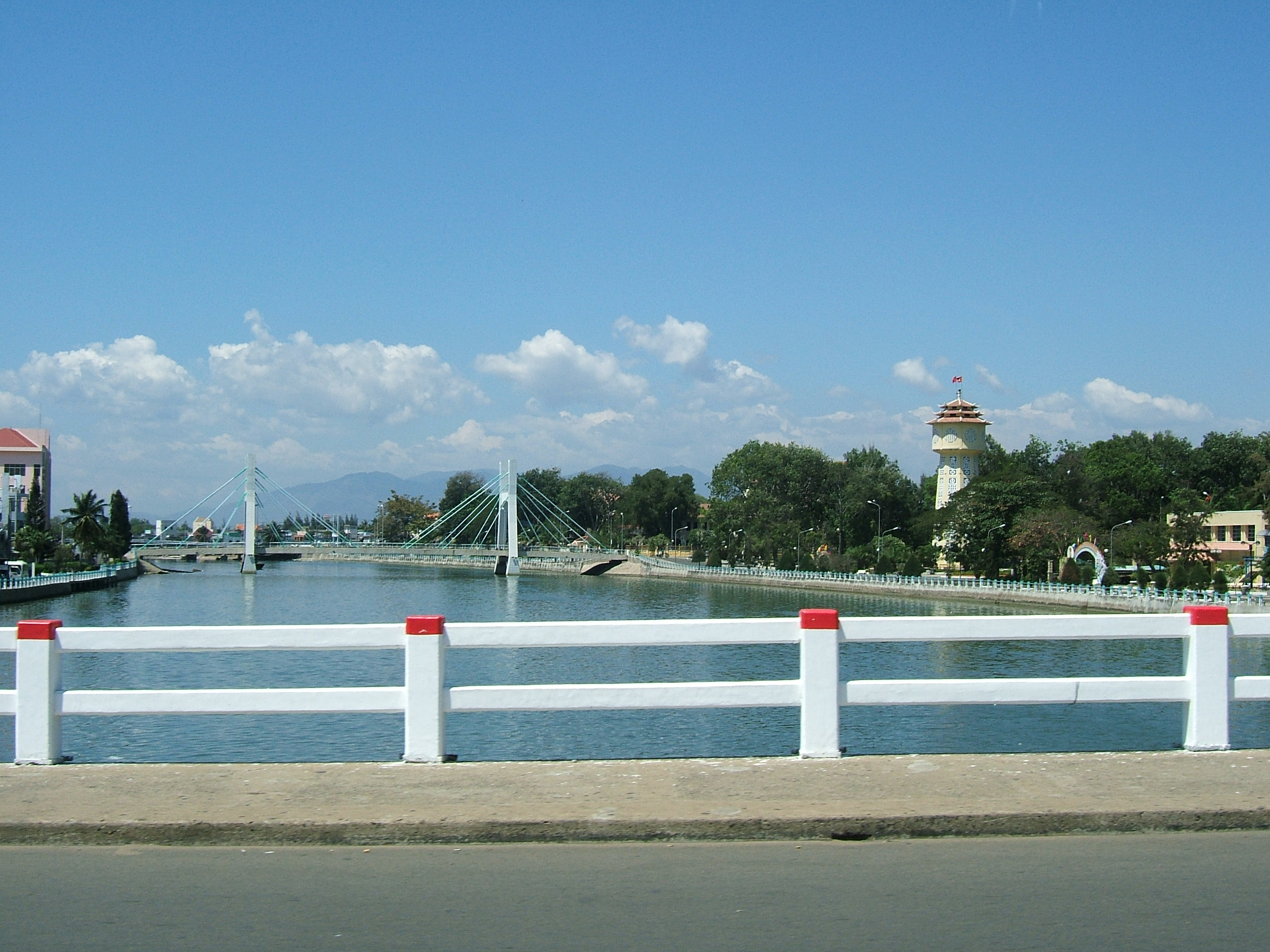
Фантхьет. Подвесной мост и водонапорная башня
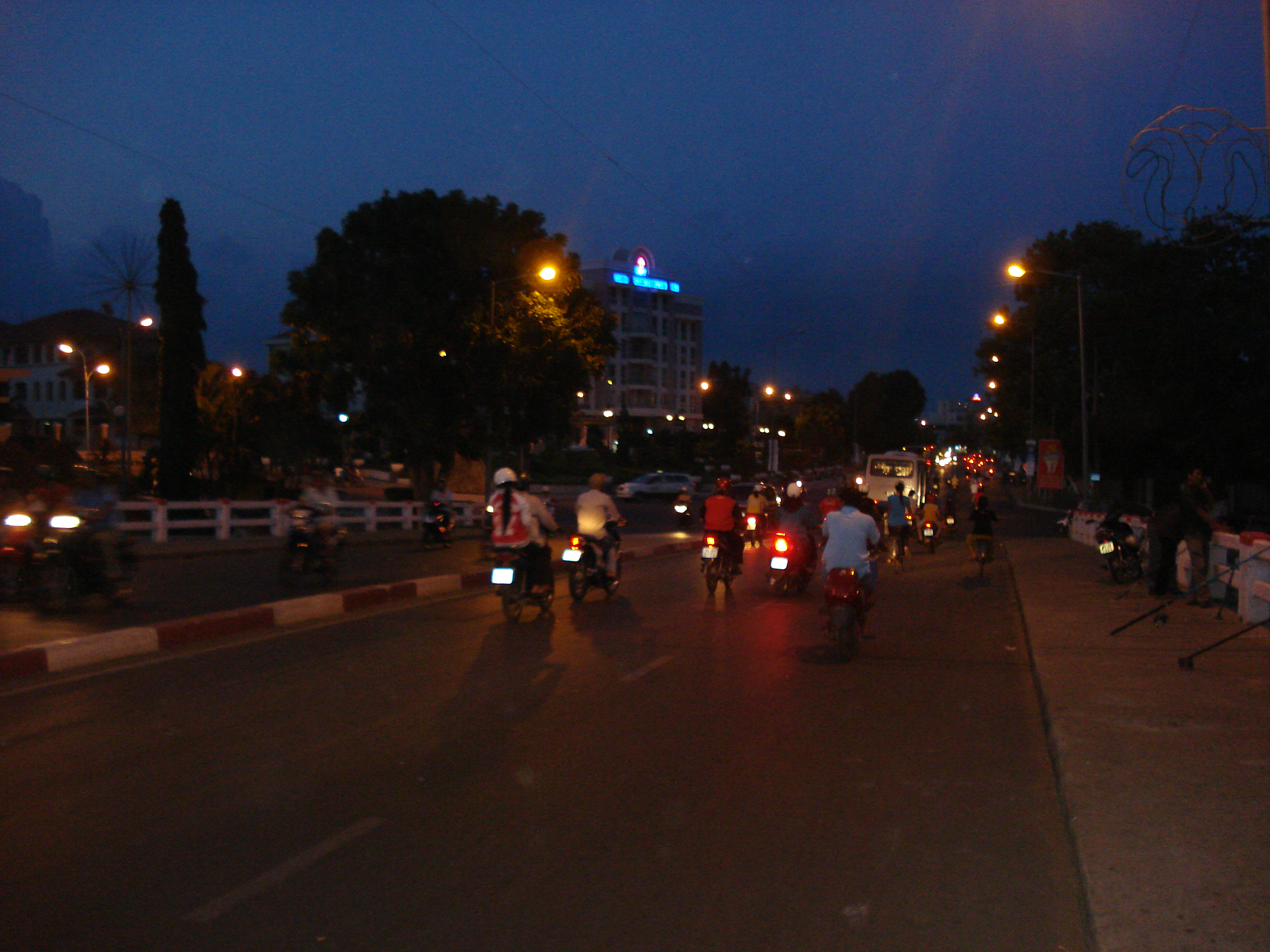
Вечерний Фантхьет